# Juriung-Chaja
Juriung-Chaja (ros. Урюнг-Хая, jakuc. Үрүҥ Хайа) – wieś (ros. село, trb. sieło) w ułusie anabarskim w Jakucji w Rosji.

## Geografia
Wieś jest położona na prawym brzegu rzeki Anabar.

## Gospodarka
W miejscowości znajduje się magazyn paliw i smarów, a także stacja przeładunkowa. Miejscowość zaopatruje w paliwa inne miejscowości w ułusie anabarskim, w których wydobywane są diamenty.

## Demografia
Miejscowość Juriung-Chaja, jako jedyna w całym rejonie, jest zamieszkana w większości przez Dołgan.